# Geonoma brevispatha
Geonoma brevispatha är en enhjärtbladig växtart som beskrevs av João Barbosa Rodrigues. Geonoma brevispatha ingår i släktet Geonoma och familjen Arecaceae.

## Underarter
Arten delas in i följande underarter:
- G. b. brevispatha
- G. b. occidentalis